# Tywyn
Tywyn (hist. Towyn) – miasto w zachodniej Walii, w hrabstwie Gwynedd (historycznie w Merionethshire), położone nad zatoką Cardigan, na skraju parku narodowego Snowdonia. W 2011 roku liczyło 3097 mieszkańców.
Początki miasta sięgają wczesnego średniowiecza. W 963 roku osadę splądrowali wikingowie. W XII-wiecznym kościele św. Cadfana przechowywany jest kamień Cadfan Stone, zawierający najstarsze znane inskrypcje w języku walijskim (VIII-IX wiek). W drugiej połowie XIX wieku do miasta dotarła linia kolejowa, stymulując jego rozwój. Za sprawą atrakcyjnego położenia nad piaszczystą plażą miasto stało się kurortem nadmorskim.
Znajduje się tu stacja końcowa zabytkowej kolei wąskotorowej Talyllyn Railway.